# Hyposmocoma subsericea
Hyposmocoma subsericea là một loài bướm đêm thuộc họ Cosmopterigidae. Nó là loài đặc hữu của Molokai và có thể Kauai và Lanai.